# Дмитриев, Семён Васильевич
Семён Васи́льевич Дми́триев (3 (15) февраля 1834, Москва — 14 (26) сентября 1893, там же) — русский архитектор, работавший в Москве; академик и профессор Императорской академии художеств.

## Биография
Родился 3 (15) февраля 1834 года в Москве. Первоначальное образование получил в Московском дворцовом архитектурном училище, откуда перешёл в Императорскую Академию художеств. В 1852 году был удостоен звания классного художника архитектуры за проект «частного дома». В 1857 году был признан «назначенным в академики», в 1859 — избран в академики. В 1868 году Дмитриев был удостоен звания почётного вольного общника.
Во время обучения в Академии своими работами обратил на себя внимание К. А. Тона, который в 1853 году определил его на службу в Комиссию по построению храма Христа Спасителя, где ему были предоставлены работы по орнаментальной части. В 1858 году получил штатную должность рисовальщика при чертёжной комиссии. В 1866—1873 годах служил архитектором Московского учебного округа. С 1870 года был внештатным, а с 1874 года — штатным помощником главного архитектора Комиссии для построения храма Христа Спасителя. Фактически руководил отделкой храма на последнем этапе. В 1878 году был удостоен звания профессора. В 1883—1888 годах Дмитриев работал архитектором храма Христа Спасителя. В 1878 году получил звание профессора архитектуры «по художественно-архитектурным работам, произведённым в храме Спасителя в Москве». За труды по постройке храма был произведён в действительные статские советники (1883) и награждён золотой медалью на Александровской ленте в память освящения храма.
Состоял членом комитета по сооружению памятника Александру II в Москве.
Имел награды: орден Святого Станислава 2-й степени (1872), орден Святой Анны 2-й степени (1878), медаль «В память освящения Храма Христа Спасителя», орден Льва и Солнца 2-й степени (1881).
Умер 14 (26) сентября 1893 года в Москве. Похоронен на территории Донского монастыря.

## Проекты и постройки
- Доходный дом Хомякова (средняя часть). Кузнецкий Мост, 6 (1870);
- Пассаж Попова (по проекту архитектора А. И. Резанова). Кузнецкий Мост, 12 (1877);
- Особняк К. С. Попова (по проекту А. И. Резанова). Смоленский бульвар, 26 (1877);
- Надстройка колокольни церкви Покрова Пресвятой Богородицы. Волоколамск (1878)[7];
- Доходный дом (перестройка). Кузнецкий Мост, 7 (1893).